# Quế chi
Quế chi (chữ Hán: 桂枝, tên thuốc: Ramulus Cinnamoni) là một vị thuốc Bắc được làm từ phần vỏ của cành một chi thực vật, gọi là chi Quế thuộc họ Long não có danh pháp khoa học: Cinnamomum loureirrii Ness.
Thuốc này có vị ngọt, cay, tính đại nhiệt (rất nóng), quy vào hai kinh Can (gan) và Thận, có tác dụng chữa các chứng phong hàn, tâm tỳ dương hư.